# Jordy Caicedo
Jordy Josué Caicedo Medina mais conhecido como Jordy Caicedo ou simplesmente Caicedo, (Machala, 18 de novembro de 1997) é um futebolista equatoriano que atua como atacante. Atualmente, defende o Sporting de Gijón, emprestado pelo Atlas.

## Carreira

### Deportivo Azogues
Iniciou a sua carreira no Deportivo Azogues em 2014.

### Universidad Católica (Equador)
Em 2015, passou pela Universidad Católica do Equador, onde jogou a primeira divisão local.

### Esporte Clube Vitória
Em 2019, foi anunciado pelo Vitória como reforço para a disputa do Campeonato Brasileiro da Série B 2019.

## Seleção Equatoriana
Fez parte da Seleção Equatoriana Sub-20 no ano de 2017. No Campeonato Sul-Americano de Futebol Sub-20 de 2017 colaborou para que a seleção anfitriã alcançasse um histórico segundo lugar. Já na Copa do Mundo FIFA Sub-20 de 2017, a equipe não conseguiu repetir a atuação que teve no Campeonato Sul-Americano e foi eliminada ainda na primeira fase.tambem foi convocado para a disputa da Copa America 2021 pela seleção principal 

### Participações em Sul-Americanos (Sub-20)
| Copa                                               | Sede    | Ano  | Resultado    |
| -------------------------------------------------- | ------- | ---- | ------------ |
| Campeonato Sul-Americano de Futebol Sub-20 de 2017 | Equador | 2017 | Vice-Campeão |

### Participações em Copas do Mundo (Sub-20)
| Copa                              | Sede          | Resultado    | Partidas | Gols |
| --------------------------------- | ------------- | ------------ | -------- | ---- |
| Copa do Mundo FIFA Sub-20 de 2017 | Coreia do Sul | Primera Fase | 3        | 1    |

## Clubes
| Clube                      | País    | Ano       | Partidas | Gols |
| -------------------------- | ------- | --------- | -------- | ---- |
| Deportivo Azogues          | Equador | 2014      | 7        | 2    |
| Universidad Católica (EQU) | Equador | 2015–2018 | 45       | 6    |
| El Nacional                | Equador | 2019      | 10       | 7    |
| Vitória                    | Brasil  | 2019      | 14       | 5    |